# Акумакі

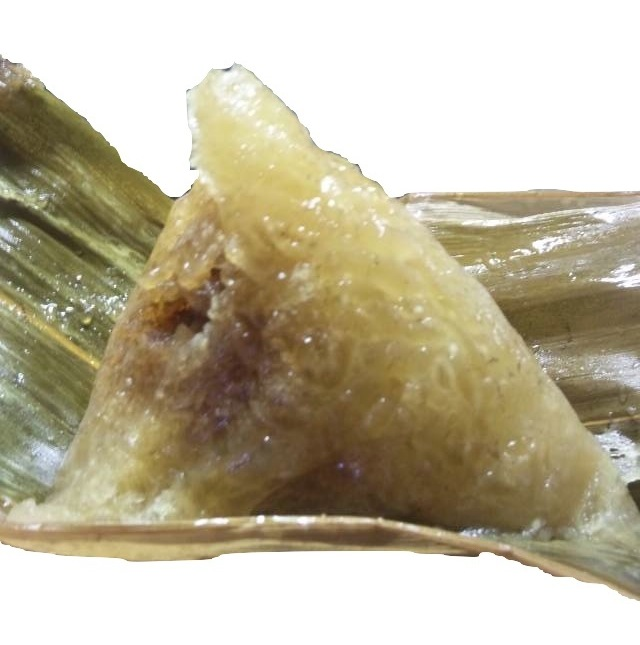
Пельмені з червоних бобів

Акумакі — оригінальний, в японському стилі, виріб, який виготовляється в префектурі Кагосіма і префектурі Кумамото від час Фестивалю хлопчиків 5 травня.

## Як готується
Змочена в соді на цілу ніч кора бамбука використовується для обгортання клейкого рису просоченого таким самим способом. Акумакі — це рисовий пиріг, але він не липкий і швидко не висихає.

## Як споживається
Акумакі не має смаку. Його їдять з цукром змішаним з соєвим борошном (кінако), з невеликою кількістю солі або вимоченим в меді. Якщо його їсти без нічого - то смак гіркий. Проте, якщо його їсти з великою кількістю цукру і кінако, то він приймає неповторний аромат. Це інколи називають — придбав смак.

## Минуле і сучасне
Вважається, що виготовлення акумакі почалося для довгострокового забезпечення самураїв під час битви при Секігахара (1600) або під час японського вторгнення в Корею (1592–1598). Крім того, Сайго Такаморі (1821–1877) взяв акумакі як продукт, який довго не псується, під час повстання Сацума (1877). Акумакі став популярним на півночі префектури Міядзакі і префектурі Кумамото, завдяки цьому повстанню. 
Хоча акумакі містить багато води, він зберігає свою якість. Він може зберігатись протягом одного тижня при кімнатній температурі, протягом двох тижнів у холодильнику, і також може бути заморожений. З точки зору зовнішнього вигляду і гігієни, акумакі можна знайти в багатьох крамницях у вакуумних упаковках як сувенір. Це, в основному, не комерційний продукт, а домашні солодощі. Тому їх було важко отримати раніше без спеціальних можливостей. Нещодавно, з моменту відкриття залізничної лінії Кюсю-Сінкансен акумакі привернули велику увагу, як слоу фуд їжа. Акумакі продається в готелях Кагосіми, придорожніх станціях (Мічі но екі), через інтернет і в супермаркетах на всій території  Кагосіми.